# Passiflora gracilens
Passiflora gracilens är en passionsblomsväxtart som först beskrevs av Asa Gray, och fick sitt nu gällande namn av Hermann August Theodor Harms. Passiflora gracilens ingår i släktet passionsblommor, och familjen passionsblomsväxter. Inga underarter finns listade i Catalogue of Life.